# Brünn (Thuringe)
Pour les articles homonymes, voir Brunn.
Brünn est une commune allemande de Thuringe située dans l'arrondissement de Hildburghausen. La commune  est administrée par la commune voisine d'Auengrund..

## Géographie

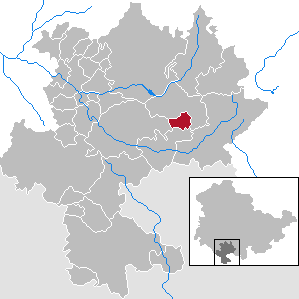
Situation de la ville (en rouge) dans l'arrondissement de Hildburghausen

Brünn est située dans le sud-est de l'arrondissement, au sud de la forêt de Thuringe, à 9 km à l'est de Hildburghausen, le chef-lieu de l'arrondissement. 
La commune est administrée par la commune d'Auengrund.
Communes limitrophes (en commençant par le nord et dans le sens des aiguilles d'une montre) : Auengrund, Veilsdorf et Hildburghausen.

## Histoire

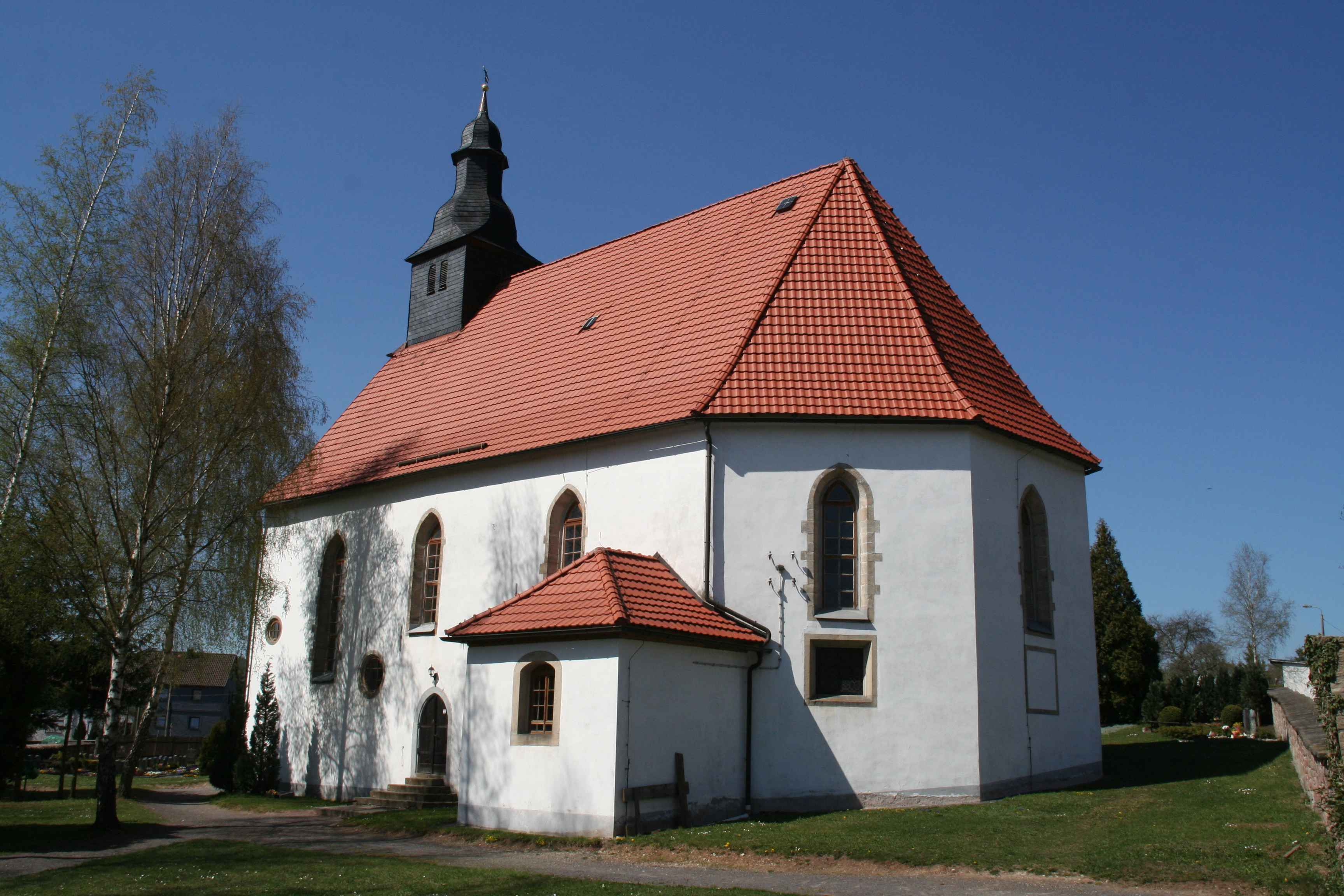
L'église de Brünn

La première mention du village de Brünn date des années 1330-1340. 
Faisant partie des possessions du duché de Saxe-Meiningen, Brünn est intégré au cercle de Hildburghausen.
La commune est occupée en 1945 par les troupes américaines qui cèdent la place en juillet aux Russes. Bockstadt intègre alors la Zone d'occupation soviétique puis en 1949, la République démocratique allemande (RDA) dans l'arrondissement de Hildburghausen. 
Après la réunification de 1989, elle rejoint en 1994 le land de Thuringe recréé et l'arrondissement de Hildburghausen.

## Démographie
Commune de Brünn :
| 1910 | 1933 | 1939 | 1995 | 2000 | 2005 | 2011 |
| ---- | ---- | ---- | ---- | ---- | ---- | ---- |
| 417  | 423  | 419  | 470  | 481  | 466  | 451  |

## Communications

### Routes
La commune est traversée par l'autoroute A73 Suhl-Nuremberg. La route L1136 rejoint Veilsdorf au sud, la K526 Crock à l'est tandis que la L3004 se dirige vers l'A73 et Eisfeld au sud-est et Schleusingen au nord-ouest.